# (33798) 1999 TO95
1999 TO95 (asteroide 33798) é um asteroide da cintura principal. Possui uma excentricidade de 0.05116090 e uma inclinação de 11.20669º.
Este asteroide foi descoberto no dia 2 de outubro de 1999 por LINEAR em Socorro.